# Balaganur, Sindgi
Balaganur là một làng thuộc tehsil Sindgi, huyện Bijapur, bang Karnataka, Ấn Độ.